# سرقت از برج (فیلم)
سرقت از برج (به انگلیسی: Tower heist) فیلمی کمدی-پلیسی، محصول سال ۲۰۱۱ به کارگردانی برت راتنر و بازیگری بن استیلر، تیا لئونی، ادی مورفی و کیسی افلک است.